# Terry Chen
Terry Chen (* 3. Februar 1975 in Edmonton, Alberta) ist ein kanadischer Film- und Fernsehschauspieler.

## Leben und Wirken
Chen wurde als Kind von Asiaten chinesischer und taiwanesischer Abstammung in Edmonton, Alberta geboren. Nach einer Ausbildung in seiner Heimatstadt und in Vancouver, British Columbia, besuchte er das College in Calgary und studierte später an der Universität von Calgary. Nach seinem Studium reiste er zwei Jahre, zuerst zu den Cayman Islands und kehrte danach zurück nach Vancouver, um sich der Schauspielerei zu widmen. Er lebt momentan immer noch in der Stadt und reist in regelmäßigen Abständen für zusätzliche Film- und Fernseharbeit nach Los Angeles in Kalifornien.
Chen wurde für die Rolle als Rolling-Stone-Schreiber Ben Fong-Torres für den Film Almost Famous (2000) gecastet, welcher sein erster großer Erfolg wurde. Seither spielte er bereits in Steven Spielbergs Emmy-gewinnender Science-Fiction-Fernsehserie Taken (2002) und in den Filmen I, Robot (2004), Riddick: Chroniken eines Kriegers (2004), und Snakes on a Plane (2006).
Im Horror-Thriller They Wait (2007), der von einer wahren Geschichte inspiriert wurde, spielt er die Hauptrolle neben Jaime King als seine Frau und dem zehn Jahre alten Schauspieler Regan Oey als ihr gemeinsamer Sohn.
2011 übernahm er eine tragende Rolle in der kanadischen Fernsehserie Combat Hospital.

## Filmografie (Auswahl)
- 1999: Late Night Sessions
- 2000: Romeo Must Die
- 2000: Trixie
- 2000: Almost Famous – Fast berühmt (Almost Famous)
- 2001: Crime is King (3000 Miles to Graceland)
- 2001: The Waiting Room (Kurzfilm)
- 2002: Liberty Stands Still
- 2002: 40 Tage und 40 Nächte (40 Days and 40 Nights)
- 2002: Stark Raving Mad
- 2002: Various Positions
- 2002: Ballistic (Ballistic: Ecks vs. Sever)
- 2004: Riddick: Chroniken eines Kriegers (The Chronicles of Riddick)
- 2004: I, Robot
- 2005: Memory – Wenn Gedanken töten (Memory)
- 2005: Underclassmen
- 2005: Chaos
- 2006: Snakes on a Plane
- 2007: War
- 2007: They Wait
- 2009: A Dangerous Man
- 2010: Das A-Team – Der Film (The A-Team)
- 2011: Combat Hospital (Fernsehserie, 13 Episoden)
- 2012–2015: Continuum (Fernsehserie, 22 Episoden)
- 2013: Bates Motel (Fernsehserie, 3 Episoden)
- 2013: Elysium
- 2014: House of Cards (Fernsehserie, 5 Episoden)
- 2014: The 100 (Fernsehserie, 4 Episoden)
- 2014, 2015: Strange Empire (Fernsehserie, 12 Folgen)
- 2015: The Returned (Fernsehserie, 6 Episoden)
- 2015: Motive (Fernsehserie, 1 Folge)
- 2015: Backstrom (Fernsehserie, 1 Folge)
- 2016: Das 9. Leben des Louis Drax (The 9th Life of Louis Drax)
- 2016: Van Helsing (Fernsehserie, 5 Episoden)
- 2017: XXx: Die Rückkehr des Xander Cage (xXx: The Return of Xander Cage)
- 2017: The Expanse (Fernsehserie, 6 Episoden)
- 2018: Marvel’s Jessica Jones (Fernsehserie, 5 Episoden)
- 2021: Demonic
- 2022–2023: The Lake: Der See (Fernsehserie, 15 Episoden)
- 2023: The Last of Us (Fernsehserie, Episode 1x07)
- 2024: Under the Bridge (Miniserie, 2 Episoden)